# Лебединский район
Лебединский район (укр. Лебединський район) — упразднённое административно-территориальное образование в Сумской области Украины.

## Географическое положение
Лебединский район расположен на юге Сумской области Украины.
С ним соседствуют Сумский, Белопольский, Недригайловский, Липоводолинский, Тростянецкий, Ахтырский районы Сумской области и Гадячский район Полтавской области.
Административным центром района является город Лебедин, который в состав района не входит.
Через район протекают реки Псёл, Ольшанка, Грунь, Легань, Ревки, Лозовая, Будылка.

## Население
В 1980 году население района составляло 72,5 тыс. человек.
По данным Всеукраинской переписи населения 2001 года, численность населения составляла 27 868 человек.
На 1 января 2019 года численность населения города составляла 18 971 человек.

## История
- Как административно-территориальная единица Лебединский район был создан в 1923 году на основе Лебединского уезда Харьковской губернии.
- В феврале 1932 года район вошёл в состав Харьковской области.
- После создания 10 января 1939 года Сумской области район вошёл в состав Сумской области.
- В 1957 году в состав Лебединского района вошёл Штеповский район.
- 17 июля 2020 года в результате административно-территориальной реформы район вошёл в состав Сумского района[3].

## Административное устройство
Район включает в себя:
| - Сельских советов: 23 | - Посёлков: 4 - Сёл: 125 |

### Местные советы[7]
| - Бишкинский сельский совет - Боровеньковский сельский совет - Будильский сельский совет - Василевский сельский совет - Великовысторопский сельский совет - Ворожбянский сельский совет - Гарбузовский сельский совет - Голубовский сельский совет - Гринцевский сельский совет - Калюжненский сельский совет - Каменский сельский совет - Катериновский сельский совет | - Курганский сельский совет - Маловысторопский сельский совет - Межиричский сельский совет - Михайловский сельский совет - Московско-Бобрикский сельский совет - Павленковский сельский совет - Подопригоровский сельский совет - Пристайловский сельский совет - Рябушковский сельский совет - Червленовский сельский совет - Штеповский сельский совет |

### Населённые пункты[8]
| с. Александровка с. Алексеевка с. Байрак с. Барабашовка с. Басовщина с. Берёзов Яр с. Бишкинь с. Боброво с. Бойки с. Боровенька с. Будилка с. Букаты с. Буровка с. Валки с. Василевка с. Великие Луки с. Великий Выстороп с. Вершина с. Влезки с. Ворожба с. Галушки с. Гамалиевка с. Гарбари с. Гарбузовка с. Голубовка с. Горки с. Грабцы с. Грамино с. Гринцево с. Грицины с. Грунь с. Грушевое с. Гудымовка | с. Гутницкое с. Даценковка с. Дегтяри с. Деркачи с. Дмитровка с. Дремлюги с. Дружное с. Забуги пос. Зализничное с. Зеленый Гай с. Калюжное с. Каменное с. Караван с. Катериновка с. Кердылевщина с. Ключиновка с. Коломийцы с. Корчаны с. Костев с. Кулики с. Куличка с. Курган с. Куриловка с. Лифино с. Лободовщина с. Лозово-Грушевое с. Ляшки с. Майдаки с. Малый Выстороп с. Маньки с. Мартынцы с. Марусенково с. Межирич | с. Мирное пос. Мирное с. Мироновщина с. Михайловка с. Московский Бобрик пос. Новопетровка с. Новоселовка с. Новосельское с. Овдянское с. Ольшанка с. Остробуры с. Павленково с. Падалки с. Панченки с. Парфилы с. Патриотовка с. Пашкино с. Перелески пос. Першотравневое с. Песковка с. Пивничное с. Плетнево с. Подопригоры с. Подсулье с. Померки с. Пристайлово с. Протопоповщина с. Радчуки с. Ревки с. Руда с. Рябушки с. Савенки с. Селище | с. Семёновка с. Серобабино с. Сиренки с. Слобода с. Софиевка с. Староново с. Стеблянки с. Степное с. Степовое с. Ступки с. Супруны с. Сытники с. Топчии с. Тригубы с. Федорки с. Филоновщина с. Харченки с. Хильковое с. Червленое с. Червоное с. Черемуховка с. Чернецкое с. Чернышки с. Чижово с. Шевченково с. Штеповка с. Шумилы с. Щетины с. Яроши с. Яснополье |

#### Ликвидированные населённые пункты[9]
| с. Верхнее с. Гатка с. Грядки с. Ищенки с. Косенки | с. Кринички с. Крутое с. Курды с. Лесное с. Молочное | с. Петренково с. Савониха с. Семиротовка с. Скляры с. Тимофеевка с. Шияны |

## Достопримечательности
- Гидрологическая достопримечательность природы общегосударственного значения — «Шелеховское озеро». Расположено в 15 км от Лебедина, возле с. Межирич. Образовалось оно в ледниковый период в результате сдвигов земной коры, берега озера, окружённые естественным лесом.
- В Лебединском районе есть живописное село Токари, находящееся на берегу реки Псел, в котором расположен санаторий «Токари» и месторождение минеральной воды.
- Новотроицкое городище, остатки северского поселения 8—9 вв. у села Новотроицкое.
- В селе Михайловка на горе расположен памятник советским воинам, в разных местах гор на срезах на поверхность выходят цветные пески.

## Известные люди
- Даниленко, Владимир Андреевич — украинский политик, депутат Верховной Рады Украины, первый секретарь Сумского обкома КПУ.
- Иванов, Корней Иванович (25 сентября 1899 года — 4 января 1990 года) —  командир 16-й танковой бригады, генерал-майор танковых войск (10.09.1943)[10].
- Рыбалко, Павел Семёнович — маршал бронетанковых войск, командующий танковыми и общевойсковой армиями, дважды Герой Советского Союза.
- Савченко, Мария Харитоновна — дважды Герой Социалистического Труда.
- Соколовский, Александр Иванович — учёный-биолог.